# Bahalarauain
Bahalarauain (Bahalarauian, Bahalawain, Bahalarawa'in) ist ein osttimoresischer Suco im Verwaltungsamt Viqueque (Gemeinde Viqueque).

## Geographie
Vor der Gebietsreform 2015 hatte Bahalarauain eine Fläche von 122,75 km². Nun sind es 116,21 km². Der Suco liegt im Norden des Verwaltungsamts Viqueque. Er befindet sich zwischen dem Nord- und Südteil des Sucos Bibileo. Südwestlich befindet sich der Suco Luca,  südöstlich die Sucos Uai-Mori und Uma Quic. Im Westen grenzt Bahalarauain an das Verwaltungsamt Lacluta mit seinen Sucos Dilor und Uma Tolu, im Osten an das Verwaltungsamt Ossu mit seinem Suco Ossu de Cima. Die Nordgrenze bildet zunächst der Fluss Maracoa, der aus Dilor kommt und im späteren Verlauf Metacoa genannt wird. Schließlich mündet er in den Tuco, der dann nach Süden fließend zunächst die Grenze zu Ossu und zum Teil auch zu Uai-Mori bildet. Dann schwenkt der Tuco nach Südwest und trennt den Süden vom Rest des Sucos ab, bevor er weiter nach Bibileo fließt.
Der einzige nennenswerte Ort im Nordteil ist Uma Liurai im Nordosten. Hier gibt es auch eine Grundschule. Der Großteil der Bevölkerung lebt im Süden, wo der Tuco von der südlichen Küstenstraße, einer der wichtigsten Verkehrswege des Landes, mit einer Brücke überquert wird. Am Ostufer bilden sie ein Siedlungszentrum, das auch über eine Grundschule und eine medizinische Station verfügt. Seine Ortsteile sind Aidac, Aisahe, Buikarin (Buikaren, Bucarin), Caninuc (Kainunuk), Kailoi, Welaco (We Laco, Uelaku) und Wetalitua (Uaitalitua).
Im Suco befinden sich die sechs Aldeias Aidac, Aisahe, Camelitur, Caninuc, Welaco und Wetalitua.

## Einwohner

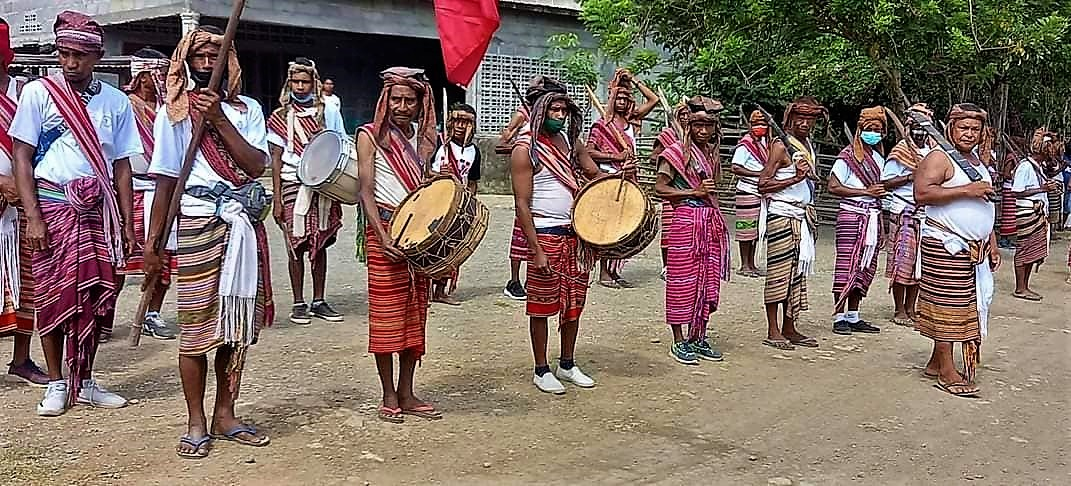
Moradores in Bahalarauain (2021)

In Bahalarauain leben 3.823 Einwohner (2022), davon sind 1.934 Männer und 1.889 Frauen. Im Suco gibt es 820 Haushalte. Über 92 % der Einwohner geben Tetum Terik als ihre Muttersprache an. Kleine Gruppen sprechen Kairui, Tetum Prasa oder Makasae.

## Geschichte
Der Berg Bibileo (968 m) im Norden des Sucos, war 1976 ein Rückzugsgebiet der FALINTIL, die gegen die indonesischen Invasoren kämpfte. Hier gründete sie eine base de apoio, eine Widerstandsbasis, die Zuflucht für Flüchtlinge aus Lacluta, Ossu, Laleia, Natarbora, Barique, Maubisse und Same bot. Später, als die Basis von den Indonesiern zerstört wurde, wechselte man zum Matebian.

## Politik
Bei den Wahlen von 2004/2005 wurde Vasco Pinto zum Chefe de Suco gewählt. Bei den Wahlen 2009 gewann Jacques Paz F. L. Pinto und wurde 2016 in seinem Amt bestätigt.